# Michel Batista (zápasník)
Michel Batista Martínez (* 20. dubna 1984 Camagüey) je bývalý kubánský zápasník–volnostylař, po imigraci do Spojených států v roce 2014 zápasník profesionál.

## Sportovní kariéra
Připravoval se v Havaně ve vrcholovém tréninkovém středisku CEAR (Centro de Entrenamiento de Alto Rendimiento) pod vedením Julio Mendiety. V kubánské volnostylařské reprezentaci se pohyboval od roku 2005 ve váze do 96 kg. V roce 2008 potvrdil roli kubánské reprezentační jedničky a startoval na olympijských hrách v Pekingu. Do Pekingu nepřijel v optimálně formě, ale do jisté míry mu přálo štěstí. V úvodním kole jeho soupeř Američan Daniel Cormier nenastoupil ze zdravotních důvodů. Druhý zápas prohrál s reprezentantem Kazachstánu Tajmurazem Tydžytym jednoznačně 0:2 na sety. V opravách porazil v panamerickém derby Venezuelana Luise Vivenese 2:0 na sety a v souboji o třetí místo nastoupil proti Gruzínu Giorgi Gogšelidzemu. Ve druhém setu nezachytil Gogšelidzeho nožní poraz a prohrál před časovým limitem na lopatky. Obsadil dělené 5. místo. V roce 2016 však prošly odebrané vzorky z olympijských her v Pekingu novou analýzou. Vzorek jeho přemožitele Tajmuraze Tydžytyho byl pozitivní na látku dehydrochlormethyltestosterone (turinabol – anabolický steroid) a po jeho diskvalifikaci získal dodatečně bronzovou olympijskou medaili. Medaili si však nemohl převzít. V roce 2014 z Kuby utekl přes Mexiko do Spojených států.
Od roku 2009 šla jeho forma postupně dolů a v roce 2012 prohrál nominaci na olympijské hry v Londýně s Javierem Cortinou. Od roku 2013 startoval krátce ve vyšší váze do 120 (125) kg.

### Výsledky
| Turnaj                  | 2005 | 2006 | 2007 | 2008 | 2009 | 2010 | 2011 | 2012 | 2013 | 2014 |  |
| Turnaj                  | 21   | 22   | 23   | 24   | 25   | 26   | 27   | 28   | 29   | 30   |  |
| Turnaj                  | -96  | -96  | -96  | -96  | -96  | -96  | -96  | -96  | -120 | -125 |  |
| ----------------------- | ---- | ---- | ---- | ---- | ---- | ---- | ---- | ---- | ---- | ---- |  |
| Olympijské hry          |      |      |      | 3.   |      |      |      | —    |      |      |  |
| Mistrovství světa       | úč.  | 3.   | úč.  |      | —    | 7.   | —    |      | —    | —    |  |
| Panamerické hry         |      |      | 1.   |      |      |      | 7.   |      |      |      |  |
| Panamerické mistrovství | 1.   | 2.   | 3.   | 1.   | 1.   | 1.   | —    | —    | —    | úč.  |  |

## Profesionální kariéra
Po imigraci do Spojených států v roce 2014 se živí zápasením jako profesionál. Zápasí pod organizacemi World Fighting Championship, Fight Time Promotions, Titan Fighting Championships a v listopadu 2018 se v jednom zápase objevil jako předskokan na turnaji prestižní Ultimate Fighting Championship. V zápase s Mauricem Greenem prohrál před časovým limitem škrcením.